# 難波屋おきた

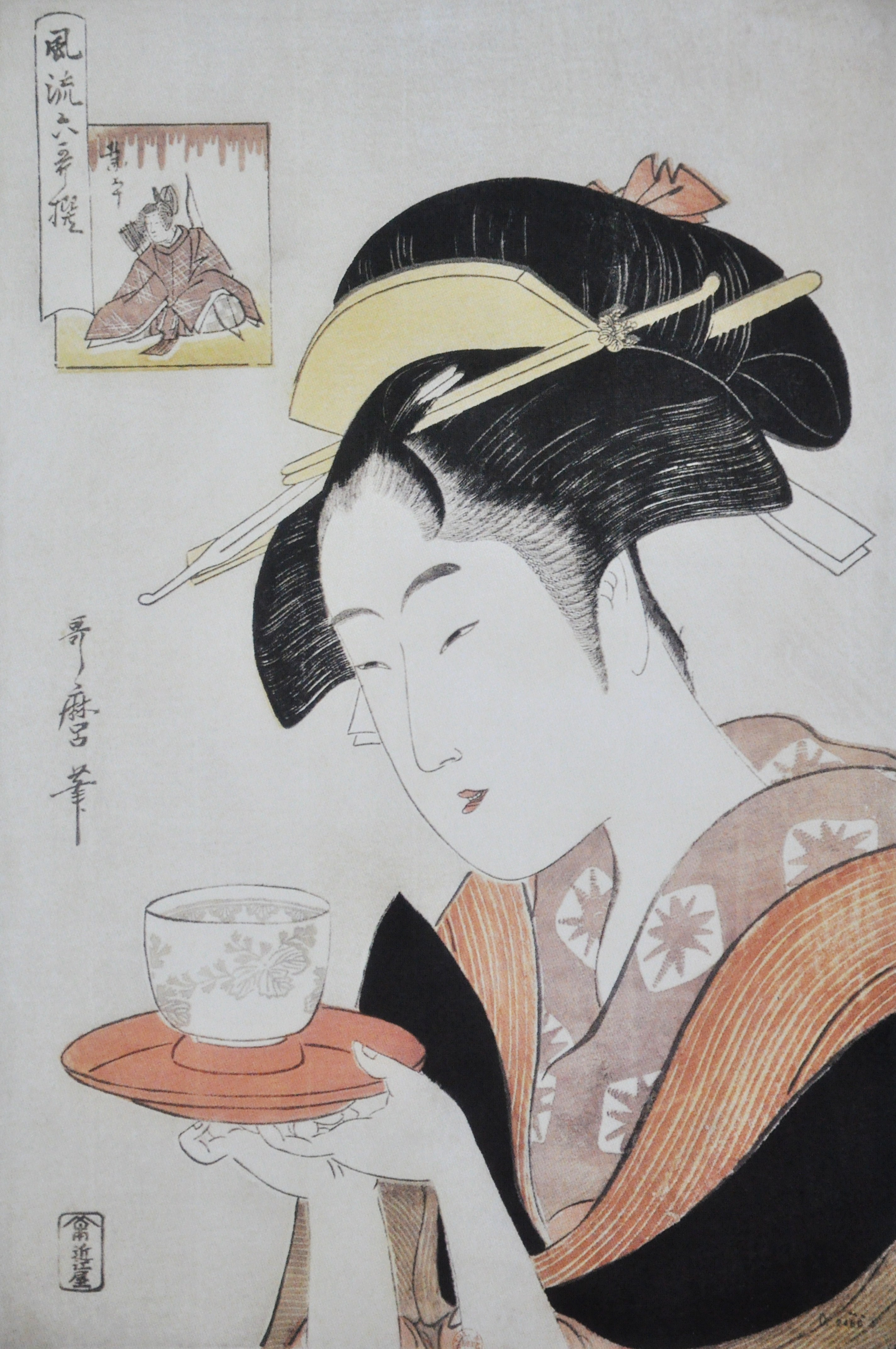
難波屋おきたの肖像 ：以前の版では左上の短冊に判じ絵を記した歌麿だが、検閲を警戒し、描かれた人物像から連想される歴史上の著名な歌人に代えている。

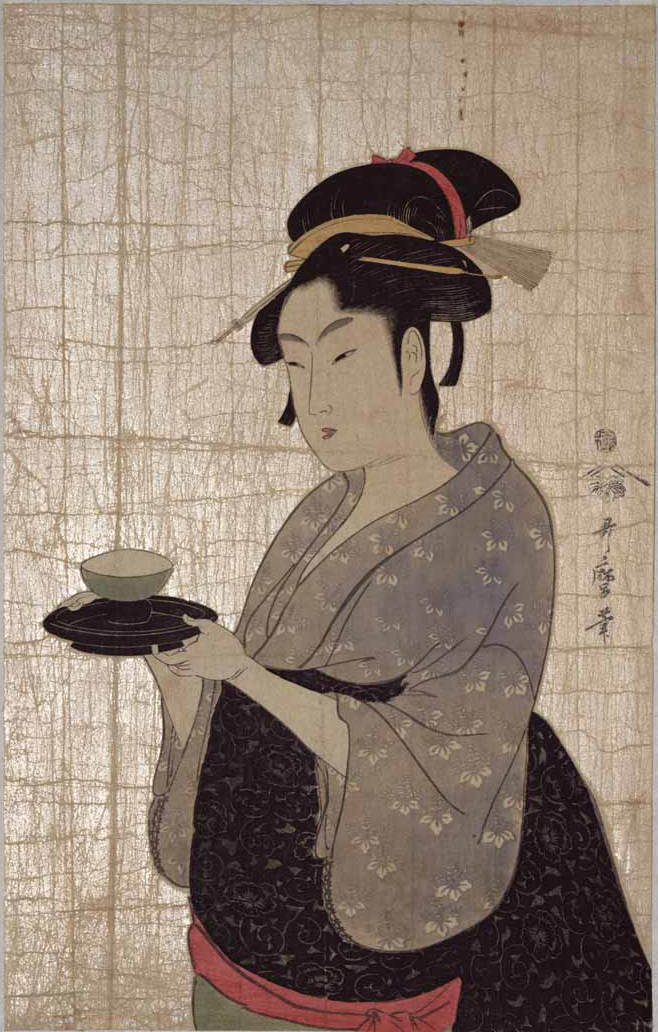
茶を運ぶポーズを付けたおきた。光沢のある背景に使った技法は雲母 (きら) 引きという。歌麿作『難波屋おきた』（1793年頃）

難波屋 おきた（なにわや おきた）は、18世紀後半の茶屋に勤めた若い女性従業員で、浮世絵師歌麿好みのモデルのひとりであったとされる。

## 来歴
難波屋おきたは茶屋で働く若い女性従業員で、店は江戸 (現在の東京) の浅草寺地域にあった。
おそらく安永7年 (1778年) ころの生まれと推定され、15歳前後の寛政5年 (1793年)、喜多川歌麿との出会いによって肖像画のモデルをつとめることになる。

## 歌麿による表現

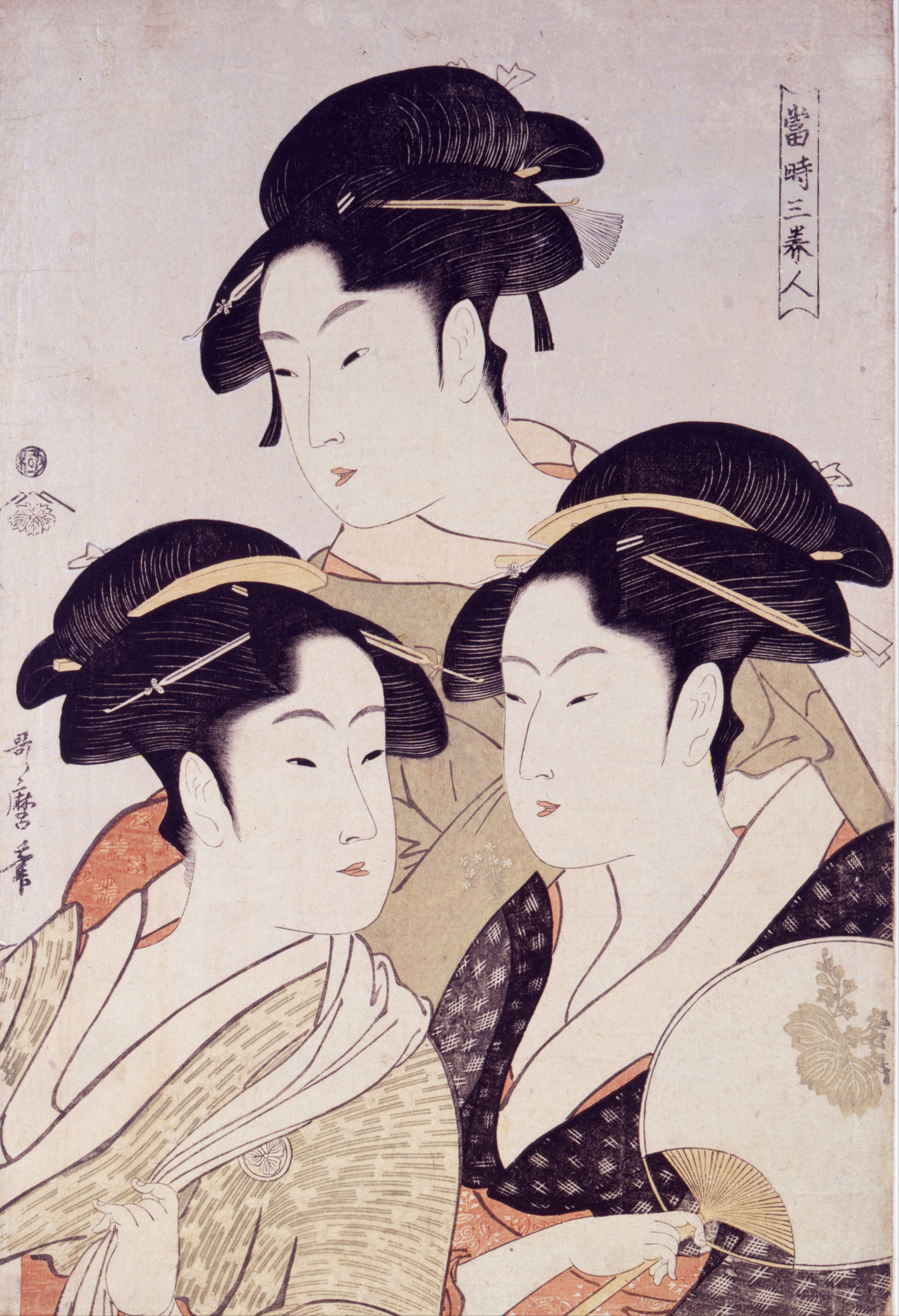
『当時三美人』：おきたはこの有名な版画の右下に描かれている。左は高島屋おひさ（たかしまや‐おひさ）、上は富本豊雛 (とみもと‐とよひな)。

歌麿がおきた像を表現した作品は、以下の図版を含めて15点もある。
- 「難波屋おきた高島おひさと首引」(くびっぴき)、大判錦絵 (寛政) 佐藤章太郎蔵[6]
- 「難波屋おきた仁王と枕引き」(まくらひき) 大判錦絵 (寛政) 小石川松治蔵[7]
- 「難波屋おきた高島おひさと腕角力」(うでずもう) 大判錦絵（寛政) 佐藤章太郎蔵[8]
- 「高名美人六家撰  難波屋おきた (大首)」大判錦絵（寛政) 小石川松治蔵[9]
- 「ひばちの前の難波屋おきた」[10]
- 「姿見七人化粧 難波屋おきた」[11]
- 「難波屋おきた (雲母地大判)」寛政5年頃[12]。
- 「難波屋おきた瀬川菊之亟 (大判)」寛政6年頃[13]。
- 「難波屋おきた十八歳の姿 (大判)」寛政7年[14]。

このページに示した版画『当時三美人』も有名な作品で（上の富本豊雛 (とみもと‐とよひな) も左下の高島屋おひさ（たかしまや‐おひさ）も同時代に美人と噂された実在の女性)、加えて同じ美人グループはほかに少なくとも3つの版がある。そのひとつ (大英博物館版) は他に4人の女性が混じっている。
歌麿には他にもおきたの有名な肖像画が2点あり、象徴として大首絵では (仕事を示す) 茶碗をささげもつポーズを取らせ、1点は立ち姿、もう1点は上半身のみの肖像画にまとめた。またこれら2点の肖像画は以下の外部リンクの版画ギャラリー (浮世絵のアダチ版画「喜多川歌麿」集) で鑑賞できる。

## その他の作家の表現
- 鳥居清長作「難波屋おきた 本会蔵」[16]